# Darijo Srna
Darijo Srna (* 1. května 1982, Metković) je bývalý chorvatský fotbalový obránce a od roku 2020 sportovní ředitel ukrajinského fotbalového týmu FC Šachtar Doněck.
V Šachtaru Doněck působil od roku 2002 a nasbíral s ním množství domácích trofejí a rovněž triumf v Poháru UEFA 2008/2009. V roce 2018 přestoupil na jih Sardinie do města Cagliari, kde hájil červenomodrý dres tamního Cagliari Calcio. Po sezoně 2018/2019 se rozhodl ukončit aktivní hráčskou kariéru, přestože mu bylo v Cagliari nabídnuto prodloužení smlouvy, a vrátil se do Šachtaru, kde nejprve přijal funkci asistenta trenéra a posléze se stal součástí managementu.
Když po šestnácti letech odešel Darijo Srna ze Šachtaru, vyřadili Horníci jeho číslo 33 z repertoáru. Srna je doposud jediným hráčem Šachtaru, kterému byla tato pocta udělena.[zdroj?]

## Klubová kariéra
Darijo Srna začínal jako mladík v klubu Hajduk Split, kde působil od svých sedmnácti let. V tomto klubu vydržel čtyři roky, než si jej jako jednadvacetiletého vyhlédl ukrajinský Šachtar Doněck. Zde rozvíjel svůj talent a ukrajinští bossové mu před MS 2006 nabídli lukrativní smlouvu, aby jim chorvatská fotbalová hvězda neutekla. Srna na smlouvu přistoupil. Dokonce prohlásil, že klub opustí jen v případě, pokud ztratí místo v základní sestavě.[zdroj?]
V dubnu 2013 získal s ukrajinským týmem sedmý ligový titul, Šachtaru jej zaručila remíza 1:1 s Metalistem Charkov čtyři kola před koncem soutěže. Další ligový titul získal hned v následující sezóně 2013/14.
V sezóně 2017/2018 měl po jednom z ligových zápasů pozitivní dopingový test, načež dostal dvouletý zákaz účinkování v ukrajinském fotbale. Aby mohl pokračovat v kariéře, rozhodl se kývnout na nabídku italského ostrovního celku Cagliari Calcio, kde si o rok prodloužil kariéru.

## Reprezentační kariéra
19. listopadu 2013 vstřelil gól v odvetném barážovém utkání proti hostujícímu Islandu a podílel se tak na výhře 2:0. Chorvatsko si i díky remíze 0:0 z prvního utkání baráže na Islandu zajistilo postup na Mistrovství světa ve fotbale 2014 v Brazílii.

### Euro 2004
V chorvatské reprezentaci debutoval po MS 2002. Místo v sestavě si musel mladík vydobýt, což zvládl a pomohl týmu k postupu na EURO 2004. Zde patřil do základní sestavy týmu, který však nepostoupil ze základní skupiny.

### Mistrovství světa 2006
Na fotbalovém šampionátu v Německu patřil Darijo Srna do základní sestavy mužstva, které vedl Zlatko Kranjčar, otec Nika Kranjčara, pozdějšího Srnova spoluhráče. Tým se sice prezentoval výbornou hrou proti mistrům světa z Brazílie, ale prohrál. Ve druhém zápase s Japonci se stal Srna smutným hrdinou, protože v první půli neproměnil penaltu a Chorvati tak remizovali 0:0. Tato remíza znamenala, že k postupu potřebovali porazit Australany. Srnův gól z přímého kopu ze 2.minuty, při němž obstřelil zeď a trefil míč do šibenice branky Željka Kalace, jim dal sice naději, ale poté z penalty srovnal Craig Moore. Chorvaty vrátil do vedení kapitán Niko Kovač, ale gól Harryho Kewella je
definitivně poslal domů.

### Euro 2008
V základní skupině nastoupil v prvních dvou utkáních. Proti Rakousku odehrál celý zápas. Ve druhém zápase proti Německu byl v 80. minutě střídán, před tím však ve 24. minutě přispěl gólem k vítězství 2:1 a v 27. minutě obdržel žlutou kartu za faul na Podolskeho. V zápase s Polskem zůstala většina opor na lavičce, šanci dostali náhradníci. Chorvati prošli skupinou bez ztráty bodu, ale ve čtvrtfinále s Turky neuspěli. V předposlední, 119 minutě prodloužení bezgólového duelu skóroval Ivan Klasnić a zdálo se být hotovo. Na začátku druhé minuty nastavení Turci srovnali a následné penalty Chorvati nezvládli. Darjo Srna byl jediný z Chorvatů, který penaltu proměnil.

### Euro 2012
Zúčastnil se EURA 2012 konaného v Polsku a na Ukrajině, kde Chorvatsko skončilo se 4 body na nepostupovém třetím místě v základní skupině C za prvním Španělskem a druhou Itálií. Darijo přihrával na první gól Mario Mandžukićovi 10. června proti Irsku (konečná výhra 3:1). 14. června nastoupil v základní sestavě proti Itálii (remíza 1:1) a 18. června se proti Španělsku neprosadil, soupeř z Pyrenejského poloostrova zvítězil 1:0.

## Trenérská kariéra
Od listopadu roku 2020 je Darijo Srna držitelem trenérské licence UEFA kategorie Pro.

## Statistiky

### Klubové
K zápasu odehranému 15. března 2020
| Klub           | Sezón   | Liga         | Liga   | Liga | Pohár  | Pohár | Evropské poháry | Evropské poháry | Superpohár | Superpohár | Celkem | Celkem |
| Klub           | Sezón   | Liga         | Zápasy | Góly | Zápasy | Góly  | Zápasy          | Góly            | Zápasy     | Góly       | Zápasy | Góly   |
| -------------- | ------- | ------------ | ------ | ---- | ------ | ----- | --------------- | --------------- | ---------- | ---------- | ------ | ------ |
| Hajduk Split   | 1999/00 | Prva HNL     | 1      | 0    | –      | –     | –               | –               | –          | –          | 1      | 0      |
| Hajduk Split   | 2000/01 | Prva HNL     | 10     | 0    | 3      | 0     | –               | –               | –          | –          | 13     | 0      |
| Hajduk Split   | 2001/02 | Prva HNL     | 26     | 1    | 2      | 1     | 5               | 1               | –          | –          | 33     | 3      |
| Hajduk Split   | 2002/03 | Prva HNL     | 27     | 3    | 6      | 2     | 4               | 0               | –          | –          | 37     | 5      |
| Hajduk Split   | Celkem  | Celkem       | 64     | 4    | 11     | 3     | 9               | 1               | -          | -          | 84     | 8      |
| Šachtar Doněck | 2003/04 | Premjer-liha | 19     | 0    | 5      | 3     | 5               | 0               | –          | –          | 29     | 3      |
| Šachtar Doněck | 2004/05 | Premjer-liha | 22     | 1    | 7      | 1     | 11              | 0               | 1          | 0          | 41     | 2      |
| Šachtar Doněck | 2005/06 | Premjer-liha | 21     | 2    | 1      | 0     | 10              | 0               | 1          | 0          | 33     | 2      |
| Šachtar Doněck | 2006/07 | Premjer-liha | 20     | 3    | 5      | 0     | 9               | 1               | 1          | 0          | 35     | 4      |
| Šachtar Doněck | 2007/08 | Premjer-liha | 28     | 0    | 3      | 0     | 10              | 0               | –          | –          | 41     | 0      |
| Šachtar Doněck | 2008/09 | Premjer-liha | 25     | 4    | 3      | 0     | 17              | 1               | 1          | 0          | 46     | 5      |
| Šachtar Doněck | 2009/10 | Premjer-liha | 26     | 2    | 2      | 1     | 10              | 1               | 1          | 0          | 39     | 4      |
| Šachtar Doněck | 2010/11 | Premjer-liha | 27     | 3    | 2      | 0     | 9               | 1               | 1          | 0          | 39     | 4      |
| Šachtar Doněck | 2011/12 | Premjer-liha | 25     | 3    | 3      | 0     | 5               | 0               | 1          | 0          | 34     | 3      |
| Šachtar Doněck | 2012/13 | Premjer-liha | 26     | 2    | 5      | 1     | 8               | 1               | 1          | 0          | 40     | 4      |
| Šachtar Doněck | 2013/14 | Premjer-liha | 27     | 6    | 2      | 0     | 8               | 0               | 1          | 0          | 38     | 6      |
| Šachtar Doněck | 2014/15 | Premjer-liha | 23     | 4    | 5      | 0     | 7               | 1               | 1          | 0          | 36     | 5      |
| Šachtar Doněck | 2015/16 | Premjer-liha | 19     | 2    | 4      | 0     | 17              | 3               | 1          | 1          | 41     | 6      |
| Šachtar Doněck | 2016/17 | Premjer-liha | 23     | 1    | 1      | 0     | 9               | 0               | 1          | 0          | 34     | 1      |
| Šachtar Doněck | 2017/18 | Premjer-liha | 8      | 0    | 0      | 0     | 1               | 0               | 1          | 0          | 10     | 0      |
| Šachtar Doněck | Celkem  | Celkem       | 339    | 33   | 48     | 6     | 136             | 9               | 13         | 1          | 536    | 49     |
| Cagliari       | 2018/19 | Serie A      | 26     | 0    | 2      | 0     | 0               | 0               | 0          | 0          | 28     | 0      |
| Cagliari       | Celkem  | Celkem       | 26     | 0    | 2      | 0     | 0               | 0               | 0          | 0          | 28     | 0      |
| Celkem         | Celkem  | Celkem       | 429    | 37   | 61     | 9     | 145             | 10              | 13         | 1          | 648    | 57     |

### Reprezentační
K zápasu odehranému 25. června 2016
| Chorvatsko | Chorvatsko | Chorvatsko |
| Rok        | Zápasy     | Góly       |
| ---------- | ---------- | ---------- |
| 2002       | 1          | 0          |
| 2003       | 11         | 1          |
| 2004       | 11         | 4          |
| 2005       | 9          | 3          |
| 2006       | 9          | 3          |
| 2007       | 11         | 4          |
| 2008       | 10         | 2          |
| 2009       | 9          | 1          |
| 2010       | 8          | 1          |
| 2011       | 10         | 0          |
| 2012       | 10         | 0          |
| 2013       | 11         | 2          |
| 2014       | 11         | 0          |
| 2015       | 6          | 0          |
| 2016       | 7          | 1          |
| Celkem     | 134        | 22         |

| Gól | Datum              | Místo                                                         | Soupeř              | Skóre | Výsledek | Soutěž                                |
| --- | ------------------ | ------------------------------------------------------------- | ------------------- | ----- | -------- | ------------------------------------- |
| 1   | 29. března 2003    | Maksimir Stadium, Záhřeb, Chorvatsko                          | Belgie              | 1:0   | 4:0      | Kvalifikace na Euro 2004              |
| 2   | 31. března 2004    | Maksimir Stadium, Záhřeb, Chorvatsko                          | Turecko             | 2:1   | 2:2      | Přátelský zápas                       |
| 3   | 8. září 2004       | Stadion Ullevi, Göteborg, Švédsko                             | Švédsko             | 1:0   | 1:0      | Kvalifikace na Mistrovství světa 2006 |
| 4   | 9. října 2004      | Maksimir Stadium, Záhřeb, Chorvatsko                          | Bulharsko           | 1:0   | 2:2      | Kvalifikace na Mistrovství světa 2006 |
| 5   | 9. října 2004      | Maksimir Stadium, Záhřeb, Chorvatsko                          | Bulharsko           | 2:0   | 2:2      | Kvalifikace na Mistrovství světa 2006 |
| 6   | 9. února 2005      | Stadion Teddy, Jeruzalém, Izrael                              | Izrael              | 2:1   | 3:3      | Přátelský zápas                       |
| 7   | 3. září 2005       | Laugardalsvöllur, Reykjavík, Island                           | Island              | 3:1   | 3:1      | Kvalifikace na Mistrovství světa 2006 |
| 8   | 8. října 2005      | Maksimir Stadium, Záhřeb, Chorvatsko                          | Švédsko             | 1:0   | 1:0      | Kvalifikace na Mistrovství světa 2006 |
| 9   | 1. března 2006     | St. Jakob-Park, Basilej, Švýcarsko                            | Argentina           | 2:2   | 3:2      | Přátelský zápas                       |
| 10  | 22. června 2006    | Mercedes-Benz Arena, Stuttgart, Německo                       | Austrálie           | 1:0   | 2:2      | Mistrovství světa 2006                |
| 11  | 15. listopadu 2006 | Národní fotbalový stadion, Ramat Gan, Izrael                  | Izrael              | 1:1   | 4:3      | Kvalifikace na Euro 2008              |
| 12  | 24. března 2007    | Maksimir Stadium, Záhřeb, Chorvatsko                          | Severní Makedonie   | 1:1   | 2:1      | Kvalifikace na Euro 2008              |
| 13  | 22. srpna 2007     | Stadion Asima Ferhatoviće Hase, Sarajevo, Bosna a Hercegovina | Bosna a Hercegovina | 2:0   | 5:3      | Přátelský zápas                       |
| 14  | 22. srpna 2007     | Stadion Asima Ferhatoviće Hase, Sarajevo, Bosna a Hercegovina | Bosna a Hercegovina | 4:2   | 5:3      | Přátelský zápas                       |
| 15  | 12. září 2007      | Estadi Comunal, Andorra la Vella, Andorra                     | Andorra             | 1:0   | 6:0      | Kvalifikace na Euro 2008              |
| 16  | 12. června 2008    | Hypo-Arena, Klagenfurt, Rakousko                              | Německo             | 1:0   | 2:1      | Euro 2008                             |
| 17  | 20. srpna 2008     | Ljudski vrt, Maribor, Slovinsko                               | Slovinsko           | 2:2   | 3:2      | Přátelský zápas                       |
| 18  | 14. listopadu 2009 | Stadion HNK Cibalia, Vinkovci, Chorvatsko                     | Lichtenštejnsko     | 2:0   | 5:0      | Přátelský zápas                       |
| 19  | 3. září 2010       | Skonto Stadium, Riga, Lotyšsko                                | Lotyšsko            | 3:0   | 3:0      | Kvalifikace na Euro 2012              |
| 20  | 6. února 2013      | Craven Cottage, Londýn, Anglie                                | Jižní Korea         | 2:0   | 4:0      | Přátelský zápas                       |
| 21  | 19. listopadu 2013 | Maksimir Stadium, Záhřeb, Chorvatsko                          | Island              | 2:0   | 2:0      | Kvalifikace na Mistrovství světa 2014 |
| 22  | 4. června 2016     | Stadion Rujevica, Rijeka, Chorvatsko                          | San Marino          | 3:0   | 10:0     | Přátelský zápas                       |

Skóre a výsledky Chorvatska jsou vždy zapisovány jako první